# Venezuelanos
Os venezuelanos são os cidadãos da República Bolivariana da Venezuela, país localizado na parte norte da América do Sul tendo como capital a cidade de Caracas. Essa conexão pode ser por meio de cidadania, descendência ou cultura.
Sua população é de quase 31,7 milhões de habitantes, a Venezuela é o quinto país mais populoso no subcontinente sul-americano. A maioria dos venezuelanos professam o cristianismo como religião - sendo a maioria da fé católica - e têm o espanhol como língua materna. Como outros países da região, a maioria dos venezuelanos é o resultado de uma mistura de grupos étnicos, principalmente europeus, ameríndios e africanos.

## Geografia
A Venezuela tem 916.445 km² de território total, com 915.174km² em terra firme e 1.270km² de território insular. Incluindo o seu território continental e marítimo, a Venezuela controla 987.740km²; além disso, Caracas pleiteia 159.542km² da Guiana Essequiba. O país é delimitado ao norte pelo mar do Caribe; ao sul por fronteiras com a Colômbia e o Brasil; no leste com a Guiana e o oceano Atlântico; e no oeste com a Colômbia.

## História

### Período pré-colombiano
A escrita não era utilizada na época pré-colombiana, período histórico em que diversos grupos começaram a se deslocar pela América, dificultando a busca por evidências dos povos que começaram a povoar essas terras. No entanto, escavações arqueológicas mostram evidências de certos períodos que ocorreram no continente. A Venezuela provavelmente foi colonizada pela primeira vez por humanos há 16.000 anos, devido aos fluxos migratórios de outras culturas indígenas da América, vindas do sul para a Amazônia, do oeste através dos Andes e do norte pelo Mar do Caribe.
São quatro os períodos de diversidade que se desenvolvem na Venezuela atual, que mesmo entrando em um novo período, não significou o fim do anterior. As primeiras migrações para o continente ocorreram provavelmente do Leste Asiático por volta de 15.000 a.C. Esses primeiros migrantes (chamados genericamente de "índios") se estabeleceram inicialmente na América do Norte, migrando posteriormente para o território da atual Venezuela. Durante esse período, vários mamíferos foram desaparecendo pelas mudanças climáticas que já começavam a ocorrer há 5.000 anos, então a população no continente começou a se deslocar em direção ao litoral e se espalhar para algumas ilhas próximas, tentando encontrar novas alternativas de alimentação.

### Colonização
Há 516 anos, entre 31 de julho e 5 de agosto de 1498, Cristóvão Colombo e os navios dos colonizadores espanhóis desembarcaram pela primeira vez no continente americano, no que hoje é território venezuelano. Alonso de Ojeda, que liderou a segunda expedição espanhola, achou que o golfo se assemelhava a Veneza, devido às casas sobre palafitas, e lhe deu o nome de Venezuela, que significa “pequena Veneza”. O nome nativo era Coquivacoa ou Coquibacoa. O nome Venezuela será usado pela primeira vez no mapa de Juan de la Costa de 1500.
A colonização foi rápida, apesar de pequenas rebeliões indígenas locais, e os espanhóis conseguiram conquistar o território. Durante esse período, ocorreu o processo de miscigenação mais significativo, que mais tarde definiria o perfil social do país. Partes dela foram colonizadas pelos espanhóis a partir de 1502 e pelos alemães a partir de 1528. Desenvolveu-se uma economia próspera, com criação de gado e, posteriormente, cultivo de cacau, e o comércio com as ilhas britânicas e francesas vizinhas, bem como com a Espanha. A mineração de ouro e prata foi um fator significativo, embora El Dorado, a lendária cidade do ouro, nunca tenha sido descoberta. Com o passar do tempo e a introdução do continente africano, uma terceira raça, os negros, foi se integrando à população, criando heterogeneidade nos rostos da sociedade da época.
Durante a época colonial (séculos XVI, XVII e XVIII), "brancos peninsulares" começaram a se estabelecer na Venezuela, vindos diretamente da Península Ibérica, principalmente da região basca. Essas pessoas tendiam a ocupar cargos na coroa e representavam 15% da população. Outro grupo de brancos nascidos na Venezuela era originalmente chamado de "crioulos", representando 20% da população: eram, em sua maioria, originários das Ilhas Canárias e trabalhavam principalmente no pequeno comércio. Os outros dois grupos menores eram os habitantes originais (índios) e os negros nascidos na Venezuela, trazidos através do Atlântico: os quais representavam cerca de 5% da população. Logo, os grupos raciais começaram a se misturar e os "morenos" foram criados. Eles são descendentes mistos de brancos, índios, negros e outros pardos. No século XVIII, eles eram o maior grupo racial da Venezuela, representando mais de 60% da população. Esse processo é responsável pela maioria dos venezuelanos mestiços. Esse número, no entanto, continuaria a diminuir após o boom econômico de meados do século XX.

## Demografia

A diáspora venezuelana no mundo.
Venezuela
+ 1.000.000
+ 100.000
+ 10.000
+ 1.000

Com uma população de aproximadamente 31,7 milhões de pessoas, a Venezuela se tornou o sexto país mais populoso da América Latina (depois de Brasil, México, Colômbia, Argentina e Peru). Mais de 7,9 milhões de venezuelanos vivem em outros países. Devido à piora das condições econômicas na Venezuela, 100.000 venezuelanos vivem na vizinha Guiana e um número maior no Peru, Colômbia, Brasil, Equador, Estados Unidos, Trinidade e Tobago, Chile e Panamá. A Colombia, Peru e Brasil receberam a maioria dos refugiados.
Mais de noventa por cento dos venezuelanos vivem em áreas urbanas – um número significativamente superior à média mundial. A taxa de alfabetização (98%) na Venezuela também está bem acima da média mundial, e a taxa de crescimento populacional supera ligeiramente a média mundial. Uma grande proporção de venezuelanos é jovem, em grande parte devido à recente redução da taxa de mortalidade infantil. Enquanto 30% da população tem 14 anos ou menos, apenas 4% têm 65 anos ou mais.

## Composição étnica
Durante as décadas de 1820 a 1930, a Venezuela recebeu uma grande onda de 2,1 milhões de imigrantes europeus, sendo o terceiro país da América Latina a recebê-los, atrás da Argentina e do Brasil. A Venezuela possui uma população diversificada que reflete sua história vibrante e os povos que ali residiram ao longo do tempo. A mistura histórica dos diferentes grupos principais forma a base da demografia atual do país: imigrantes europeus, povos ameríndios, africanos, asiáticos (incluindo árabes/asiáticos ocidentais) e outros imigrantes recentes. A composição genética do DNA autossômico da população venezuelana é de 60,60% de contribuição europeia, 23% de contribuição ameríndia e 16,30% de contribuição africana.
Aproximadamente 51,6% da população são caboclos e mulatos de descendência mista europeia e ameríndia, com uma menor contribuição africana e 43,6% dos venezuelanos se identificam como europeus ou do Oriente Médio. Outros 3,6% se identificam como descendentes total ou parcialmente negros / africanos, enquanto 2,7% se identificam como totalmente ameríndios.
Conforme dados das Nações Unidas, entre 2,3 a 3,1 milhões de venezuelanos vivem fora da Venezuela. Colômbia, Peru, Equador e Brasil tem sido os principais destinos de imigrantes venezuelanos nos últimos anos, mas também se registra uma notável comunidade venezuelana na Europa, especialmente na Espanha, Portugal e Itália.
| Europeu | Amerindio | Africano | Estudo | Ano  | Fonte                    |
| ------- | --------- | -------- | --- | ---- | ------------------------ |
| 60,6%   | 23,0%     | 16,3%    | (Oliveira, 2008): O impacto das migrações na constituição genética de populações latino-americanas                                                              | 2008 | Universidade de Brasília |
| 54,0%   | 32,0%     | 14,0%    | (Castro de Guerra et al, 2011): Gender Differences in Ancestral Contribution and Admixture in Venezuelan Populations                                            | 2011 | Research Gate            |
| 71,9%   | 18.6      | 9,5%     | (Salazar-Flores et al, 2015): Admixture and genetic relationships of Mexican Mestizos regarding Latin American and Caribbean populations based on 13 CODIS-STRs | 2015 | ScienceDirect            |

(Castro de Guerra et al, 2011) após compilar dados de pesquisas genéticas anteriores, a composição genética das regiões venezuelanas termina da seguinte forma:
| Região        | Contribuição europeia | Contribuição amerindia | Contribuição africana |
| ------------- | --------------------- | ---------------------- | --------------------- |
| Central norte | 60%                   | 24%                    | 16%                   |
| Leste         | 54%                   | 31%                    | 15%                   |
| Andes         | 70%                   | 27%                    | 3%                    |
| Zulia         | 53%                   | 41%                    | 6%                    |
| Guayana       | 42%                   | 33%                    | 25%                   |

### Grupos étnicos
| Caboclos  | 33% |
| Brancos   | 32% |
| Mulatos   | 21% |
| Pretos    | 8%  |
| Indígenas | 4%  |